# 生化学若い研究者の会
生化学若い研究者の会（せいかがくわかいけんきゅうしゃのかい；通称･生化若手の会[せいかわかてのかい]）は、生化学の分野に興味を持つ大学院生を中心に構成されている。日本生化学会後援のもと、全国各地でセミナーなどの活動を行い、夏の学校を毎年開催している。
会の結成は1958年であり、学会若手の会としては古参である。共立出版の専門雑誌『蛋白質核酸酵素』に「キュベット」という長期連載を持ってたが、『蛋白質核酸酵素』の休刊後は『実験医学』の「Opinion」欄に寄稿している。